# Mellantjärnen (Bräcke socken, Jämtland, 696529-148162)
Mellantjärnen är en sjö i Bräcke kommun i Jämtland och ingår i Ljungans huvudavrinningsområde.